# 国鉄シキ5形貨車
国鉄シキ5形貨車（こくてつシキ5がたかしゃ）は、かつて日本国有鉄道およびその前身である鉄道院、鉄道省に在籍し、1913年（大正2年）4月に汽車製造大阪本店で5両が製造された30トン積み低床式大物車である。当初は明治44年称号規程での重量品運搬車のオシウ30形であったが、1928年（昭和3年）の称号規定改正により、シキ5形のシキ5 - シキ9となった。明治44年称号規程での重量品運搬車に類別された最初の車両であり、また低床式大物車として日本で最初の車両であった。
全長は11,862 mm（車体長11,278mm）、低床部の長さは3,962 mm、レール面上高さは692 mmであった。菱枠台車（後にTR15形となる）を装備していた。空気ブレーキはなく、側ブレーキのみを装備していた。荷重は、当時の建設規定での総重量40 トン以内にあわせるために26 トンで計画されていたが、特認を得て30 トンとなった。
シキ70形に置き換えられる形で、1959年（昭和34年）8月から1965年（昭和40年）2月にかけて順次廃車となった。